# Поліщук Анатолій Олегович
Анатолій Олегович Поліщук (нар. 26 листопада 1967, Луцьк) — колишній радянський та український футболіст, що грав на позиції захисника.

## Біографія
Вихованець ДЮСШ Луцьк, перший тренер — Олексій Єщенко. Виступав за аматорський «Колос» (Ківерці), з сезону 1984 року грав у зоні 6 Другої ліги СРСР за «Торпедо» (Луцьк), яке з 1989 року стало називатись «Волинь». Того ж року Поліщук провів 5 матчів за львівські СКА «Карпати», після чого повернувся до луцького клубу. Після розпаду СРСР «Волинь» була включена у новостворену Вищу лігу України, де Поліщук дебютував 18 березня 1992 року у грі проти дніпропетровського «Дніпра» (1:0). Всього виступав за лучан до літа 1995 року, зігравши за цей час у 40 матчах Вищої ліги, а також у 5 іграх національного кубка.
Влітку 1995 року став гравцем першолігової «Скали» (Стрий), де до кінця року зіграв у 14 матчах чемпіонату й одній грі кубка, після чого завершив свою професійну кар'єру.
У сезоні 1998/99 виступав за аматорську команду «Троянда-Експрес» (Гірка Полонка), з якою став фіналістом аматорського кубка України та зайняв 4 місце у  аматорському чемпіонаті України.